# Thomas Hinds
Thomas Hinds (* 9. Januar 1780 im Berkeley County, Virginia; † 23. August 1840 in Greenville, Mississippi) war ein US-amerikanischer Politiker. Zwischen 1828 und 1831 vertrat er den ersten Wahlbezirk des Bundesstaats Mississippi im US-Repräsentantenhaus.

## Werdegang
Thomas Hinds wurde im heutigen West Virginia geboren. Er zog später nach Greenville im damaligen Mississippi-Territorium. Während des Britisch-Amerikanischen Kriegs von 1812 war er Major der Kavallerie. Er war auch an der Schlacht von New Orleans beteiligt. Für seine militärischen Leistungen wurde er zum Brevet-Brigadegeneral ernannt.
1819 kandidierte Hinds erfolglos bei den Gouverneurswahlen in Mississippi. Er verlor mit 38 % der Wählerstimmen zu 62 % gegen George Poindexter. In den 1820er Jahren wurde Hinds Mitglied der von Andrew Jackson gegründeten Demokratischen Partei. Nach dem Rücktritt des Kongressabgeordneten William Haile im September 1828 wurde Hinds als dessen Nachfolger ins US-Repräsentantenhaus gewählt. Nach einer Wiederwahl konnte er sein Mandat im Kongress zwischen dem 21. Oktober 1828 und dem 3. März 1831 ausüben.
Nach dem Ende seiner Zeit im Kongress zog sich Thomas Hinds aus der Politik zurück. Er starb im August 1840 in Greenville. Hinds war mit Laminda Green verheiratet, der Tochter des früheren Kongressdelegierten Thomas Green. Das Hinds County in Mississippi wurde nach ihm benannt.